# Randevu s muzikom
Randevu s muzikom (20 godina Radia Novi Sad) je album v živo s posnetki z različnih koncertov. Album je izšel ob 20. obletnici Radia Novi Sad, leta 1977. Posnetke so prispevale skupine Time, September, Korni grupa, Tomaž Domicelj ter Drago Mlinarec in prijatelji.

## Seznam skladb
| A stran | A stran                                    | A stran     | A stran |
| Št.     | Naslov                                     | Izvajalec   | Dolžina |
| ------- | ------------------------------------------ | ----------- | ------- |
| 1.      | „Jedna žena‟ (Kornelije Kovač)             | Korni grupa | 5:32    |
| 2.      | „I ne tako običan život‟ (Kornelije Kovač) | Korni grupa | 10:48   |

| B stran | B stran                              | B stran                      | B stran |
| Št.     | Naslov                               | Izvajalec                    | Dolžina |
| ------- | ------------------------------------ | ---------------------------- | ------- |
| 1.      | „Dijete zvijezda‟ (Drago Mlinarec)   | Drago Mlinarec in prijatelji | 7:00    |
| 2.      | „Sit sam že bluesa‟ (Tomaž Domicelj) | Tomaž Domicelj               | 9:30    |

| C stran | C stran                           | C stran   | C stran |
| Št.     | Naslov                            | Izvajalec | Dolžina |
| ------- | --------------------------------- | --------- | ------- |
| 1.      | „Gvendolina‟ (Janez Bončina)      | September | 6:00    |
| 2.      | „Zadnja avantura‟ (Janez Bončina) | September | 9:52    |

| D stran | D stran                                                   | D stran   | D stran |
| Št.     | Naslov                                                    | Izvajalec | Dolžina |
| ------- | --------------------------------------------------------- | --------- | ------- |
| 1.      | „Divlje guske‟ (Dado Topić/Desanka Maksimović/Dado Topić) | Time      | 6:15    |
| 2.      | „Život u čizmama sa visokom petom‟ (Dado Topić)           | Time      | 11:23   |

## Zasedbe

### Korni grupa
- Kornelije Kovač – klaviature, vokal
- Josip Boček – kitara, vokal
- Vladimir Furduj – bobni
- Bojan Hreljac – bas kitara
- Zlatko Pejaković – solo vokal

### Drago Mlinarec in prijatelji
- Drago Mlinarec – kitara, vokal
- Igor Savin – klaviature
- Davor Rocco – bas kitara
- Neven Frangeš – klavir

### Tomaž Domicelj
- Tomaž Domicelj – kitara, vokal

### September
- Petar Ugrin – violina, vokal
- Ratko Divjak – bobni
- Čarli Novak – bas kitara
- Janez Bončina – solo vokal
- Braco Doblekar – tolkala, vokal
- Tihomir Pop Asanović – klaviature

### Time
- Dado Topić – solo vokal
- Vedran Božić – kitara, vokal
- Chris Nicholls – klaviature
- Ivan Stančić – bobni
- Nenad Zubak – bas kitara